# 휘닉스아일랜드
휘닉스아일랜드(영어: Pheonix Island)는 대한민국의 리조트인 휘닉스아일랜드를 운영하는 기업으로, 보광그룹 계열사였다.
2009년 1월 30일 주주총회결의에 따라 해산하였고 6월 30일 청산종결되었다.